# Painten
Painten település Németországban, azon belül Bajorországban. Lakosainak száma 2287 fő (2023. december 31.). Painten Riedenburg és Essing községekkel határos.

## Népesség
A település népessége az elmúlt években az alábbi módon változott:
| Lakosok száma | 620  | 1174 | 1724 | 1878 | 2195 | 2195 | 2264 | 2260 | 2291 | 2287 |
|               | 1875 | 1950 | 1975 | 1987 | 2012 | 2014 | 2016 | 2017 | 2021 | 2023 |